# Geokichla crossleyi
Geokichla crossleyi là một loài chim trong họ Turdidae.